# André Mazon
André Mazon (André Auguste Mazon), né le 7 septembre 1881 à Paris 2e et mort le 13 juillet 1967 dans le 15e arrondissement de Paris, est un slaviste français, professeur au Collège de France (1923) et membre de l'Académie des inscriptions et belles-lettres (1941). Ses travaux portent sur la littérature en slavon et en russe classique, sur la langue russe et la langue tchèque, ainsi que sur le folklore slave.

## Vie Privée
André Mazon épouse Jeanne Roche le 18 janvier 1909 à Paris. Ils ont deux enfants, Jacqueline, née le 24 juin 1918 et Pierre, né le 25 mars 1920.

## Carrière
André Mazon étudie à la Sorbonne, puis à l'université de Prague. Il enseigne ensuite le français à l'université de Kharkov (1905-1908). Il est nommé à son retour secrétaire de l'École des langues vivantes orientales de Paris (1909-1914). Il est professeur à l'université de Strasbourg (1919-1923), puis professeur au Collège de France (1923-1951). Il dirige l'Institut d'études slaves de Paris à partir de 1937 et devient vice-président du Comité international des slavistes (1958-1967).
Il est cofondateur et membre du comité de rédaction de la Revue des études slaves (1921).
Ses travaux, qui portent essentiellement sur la littérature classique russe du XIXe siècle, portent également sur le folklore des Slaves des Balkans. Sa thèse traite de l'œuvre de Gontcharov (1914). Il publie les manuscrits de Tourgueniev conservés à Paris, ainsi que de nombreux ouvrages, articles, livres, recensions sur presque tous les écrivains russes notables de la période de Pouchkine et Chevtchenko à Dostoïevski et Tolstoï.
Son scepticisme à l'égard du Dit de la campagne d'Igor est bien connu. Il considère qu'il s'agit d'une imitation tardive du manuscrit de la bataille épique du Don, dit Zadonchtchina. Cependant, ses arguments sont aujourd'hui réfutés, comme Roman Jakobson a démontré en 1947.
Il a eu notamment pour disciple et ami André Vaillant, qui lui a succédé au Collège de France et, entre autres, pour élève Boris Unbegaun. Il était le frère de Paul Mazon.

## Principales publications
- Morphologie des aspects du verbe russe, 1908
- Un maître du roman russe, Ivan Gontcharov (1812-1892), 1914
- Grammaire de la langue tchèque, 1921
- Contes slaves de la Macédoine sud-occidentale, 1923
- Manuscrits parisiens d'Ivan Tourguénieff, 1930
- Documents, contes et chansons slaves de l'Albanie du sud, 1936
- Le Slovo d'Igor, 1940
- Grammaire de la langue russe, 1943
- Deux Russes écrivains français, 1960